# Privato sociale
Il termine di privato sociale indica tutte quelle sfere associative di società civile che operano in modo autonomo, con gestione privata, per finalità prosociali ovvero altruistiche. La teoria di queste forme sociali è nata nel 1978 in un volume che definiva come privato sociale ogni "ambito di gestione autonoma di chi vi lavora e vi partecipa, garantita pubblicamente e controllata nelle sue risorse e nei suoi esiti sociali secondo criteri stabiliti come bene comune nel momento pubblico universalistico". La teoria è stata sviluppata in successivi contributi teorici (tra cui Donati 1991, e Donati 1993) ed empirici (Donati e Colozzi 2002).
La teoria del privato sociale non deve essere confusa con la nota e importante "teoria dei mondi vitali" (Jürgen Habermas, Achille Ardigò) che è diversa sia per il significato dei termini sia per l'impianto concettuale. Quest'ultima, infatti, parla dei mondi vitali essenzialmente come sfere di inter-soggettività, e affronta solo secondariamente il tema del tessuto relazionale istituzionale e normativo che è invece centrale per la definizione delle sfere sociali di privato sociale.
In generale, con il termine di "privato sociale", ci si riferisce ad azioni organizzate sulla base di motivazioni, regole, scopi e mezzi di solidarietà sociale, che godono del massimo di autonomia gestionale interna, e possono anche essere strutturate in forma di impresa, mentre sono pubblicamente rendicontabili verso il sistema politico-amministrativo nel quadro dei diritti di cittadinanza.
Il privato sociale si distingue dal cosiddetto Terzo Settore in quanto il primo coglie la fase sorgiva e autonoma delle reti informali e formali che costituiscono queste sfere private prosociali, mentre il concetto di Terzo Settore coglie queste organizzazioni come entità non profit sotto l'aspetto formale dei loro rapporti con le istituzioni politiche (Stato) e di profitto (mercato). Una serie di ricerche empiriche ne hanno verificato la consistenza qualitativa e quantitativa.